# اخون کلای
اخون کلای (به انگلیسی: Akhun Kalai) یک منطقهٔ مسکونی در پاکستان است که در خیبر پختونخوا واقع شده‌است.

## خصوصیات
اخون کلای ۸۴۵ متر بالاتر از سطح دریا واقع شده‌است.